# Saurauia aromatica
Saurauia aromatica är en tvåhjärtbladig växtart som beskrevs av Richard Evans Schultes. Saurauia aromatica ingår i släktet Saurauia och familjen Actinidiaceae. Inga underarter finns listade i Catalogue of Life.